# لا سوفریر (فیلم)
لا سوفریر (فرانسوی: La Soufrière‎) فیلمی در ژانر مستند به کارگردانی ورنر هرتسوک است که در سال ۱۹۷۷ منتشر شد. این فیلم در مورد آتشفشانی است که پیش‌بینی شده در آینده نزدیک، فوران می‌کند. از بازیگران آن می‌توان به ورنر هرتسوک اشاره کرد.